# Wang Mang
Pour les articles homonymes, voir Wang (patronyme).
Wang Mang (en chinois : 王莽 ; pinyin : wáng mǎng, nom de courtoisie : Jujun (巨君, jùjūn, « souverain Ju »), né vers 45 avant l'ère commune et mort le 6 octobre 23 de l'ère commune, est un fonctionnaire à l'époque de la dynastie Han et qui a pris le trône occupé par la famille Liu pour fonder la dynastie Xin (ou Hsin), au pouvoir de 9 à 23 EC.
La dynastie Han a été rétablie après qu'il a été renversé. Son règne marque la séparation entre la dynastie des Han occidentaux (avant la Xin) et celle des Han orientaux (après Xin). Wang est traditionnellement considéré par certains historiens comme un usurpateur, tandis que d'autres le dépeignent comme un réformateur social visionnaire et désintéressé. Bien qu'il soit un érudit confucéen qui a cherché à mettre en œuvre une société harmonieuse qu'il a lu dans les classiques, ses efforts ont fini dans le chaos.
Sa fille est l'impératrice Wang.

## Ascension de Wáng Măng

### Origines de Wáng Măng
Wáng Măng (également appelé Jujun, 巨君) appartenait au clan Wang originaire du district de Wei (魏) dans la province du Hebei. Ce clan avait acquis une position importante sous la dynastie Han, donnant à la cour plusieurs dignitaires et une impératrice (Wang Zhengjun, 王政君). Wang Mang n'était pas au départ le plus favorisé du clan familial, son père étant mort avant d'avoir obtenu un titre. Sans poste, il se concentra quelque temps sur l'étude des classiques confucéens, particulièrement les Lishu (禮書) (Livre des Rites), trois traités sur les rites et l'administration des dynasties pré-impériales.

### Premières fonctions, parentèle et image confucéenne
Finalement, il se rapproche de Wang Feng (nl) (王鳳), un oncle titulaire d'un poste important à la cour (sima, 司馬). C'est ainsi qu'il obtient par recommandation auprès de l'impératrice son premier poste. Il monte rapidement en grade, et bientôt sa réputation dépasse celle de son oncle qui accepte de lui céder une partie de son fief. En 16 av. J.-C., il est fait marquis de Xindu (新都侯). La famille Wang compte alors cinq simas et neuf marquis.
Dans sa rapide promotion, on peut voir l'aide d'une puissante parentèle, mais également l'effet de l'image qu'il se donne, celle d'incarnation vivante des vertus confucéennes. Il s'occupe de son oncle mentor mieux encore que son propre fils, et le soignera pendant sa maladie. Promu, il distribue une partie de ses émoluments à ses subalternes ou fait des dons charitables aux pauvres. Il a soin, comme le veut l'idéal de politesse confucéen, de refuser trois fois avant d'accepter dons et promotions. Il gardera tout au long de sa vie cette attitude dans laquelle il est difficile de faire la part de la sincérité et d'un sens politique avisé. En 8 av. J.-C., il remplace un oncle récemment décédé (Wang Gen, 王根) dans la position de Grand sima.

### Retraite et retour
En 7 av. J.-C., son ascension subit un coup d'arrêt avec la mort de l'empereur Han Chengdi. L'impératrice et son clan prennent le pouvoir réel au nom de son jeune fils Han Aidi (哀帝). Wang Mang est contraint d'abandonner son poste et de se retirer à Xinye (新野) dans le Henan. Il se consacre aux études, et cultive son image de personnalité exceptionnellement intègre dépourvue de tout esprit de favoritisme : il fait exécuter son propre fils coupable du meurtre d'un serviteur, action pour laquelle il est grandement loué.
Soutenu à la cour, il revient à la capitale en 2 av. J.-C. Un an après, Han Aidi meurt. Le sceau impérial se retrouve de nouveau entre les mains de l'impératrice douairière Wang, qui nomme l'année suivante Wang Mang régent du nouvel empereur Han Pingdi (平帝). Il est fait duc de Anhan (安漢公), titre rappelant celui qu'avait reçu Zhou Gong (周公) (duc de Zhou), personnage de l'Antiquité et modèle confucéen du souverain. Il place sa fille Wang en position d'impératrice consort. Il reçoit un nouveau fief, Jiuxi (九錫).

### Un Premier ministre très confucéen
À 49 ans, il devient Premier ministre, dominant tous les nobles et dignitaires. Il continue de soigner son image : il redistribue une partie de ses émoluments et condamne à mort par suicide son fils aîné Wang Yu (王宇) impliqué dans un complot. Il fait de la connaissance des ouvrages d'instruction morale Jieshu (誡書) et du Classique de la piété filiale Xiaojing (孝經) un critère essentiel pour le recrutement des fonctionnaires. Il continue de promouvoir le confucianisme en créant des écoles pour l'enseignement des classiques et en multipliant par cinq le nombre des spécialistes du canon confucéen résidant au palais. Il s'attire ainsi le soutien des lettrés, qui le portent aux nues en clamant qu'il n'a mis que quatre ans à mettre en place un système qui avait pris sept ans au fameux Zhou Gong.
Han Pingdi tombe malade. Durant sa maladie, Wang Mang ne manque pas l'occasion de manifester son dévouement au suzerain en déclarant vouloir mourir à sa place si cela était possible. L'empereur n'en meurt pas moins en l'an 6.

### Transmission du mandat céleste
Wang Mang choisit pour lui succéder Ruzi (孺子), un enfant de deux ans. Appelé officiellement « régent impérial » (shehuangdi, 攝皇帝) par les ministres, il est connu de la cour sous l'appellation non officielle de « pseudo-empereur » (jiahuangdi, 假皇帝). Le nom de l'ère impériale est changé en « régence » (居攝). Tout ceci n'échappe pas à l'attention d'opposants (Zhai Yi, 翟義, Zhao Ming, 趙明 et Huo Hong, 霍鴻) qui déclenchent une rébellion armée, finalement matée par Wáng Yì (王邑).  
La propagande en faveur de Wang Mang se poursuit, sur le thème du mandat du Ciel, un très ancien concept qui veut que toute dynastie connaisse un apogée et un déclin, au terme duquel surgit un sage souverain désigné par le Ciel, qui fondera la dynastie suivante. Des ouvrages sont écrits sur ce thème. Des fuming (符命), sortes d'écrits oraculaires favorables à Wang Mang surgissent. Ceux qui les présentent sont récompensés : les oracles se multiplient. Finalement, un nommé Aizhang (哀章) dépose dans le temple du fondateur des Han un document au nom de 11 dignitaires déclarant que Wang Mang est le futur titulaire du mandat du Ciel. Le lendemain, le 10 janvier de l'an 9, âgé de cinquante-quatre ans, Wang Mang accepte « modestement » la décision du Ciel et monte sur le trône. Il nomme sa dynastie Xin (新), nouveauté. La première ère en sera shijianguo (始建國) début de construction de l'État.

## Wang Mang empereur
Empereur, Wang Mang cherche à appliquer cette fameuse « nouvelle politique » (xin zheng, 新政), une tentative de mise en pratique du système administratif décrit dans le Zhouli (周禮) Rites de la dynastie Zhou, équivalent en fait au retour à un passé plus mythique que réel. Les mesures comprennent l'instauration d'un système de culture par groupe de huit foyers appelé jingtian (井田), modèle d'équité théorique, mais dont l'aspect en réalité peu avantageux a été démontré par des sinologues modernes comme Léon Vandermersch. Il instaure un monopole d'État sur le commerce du fer, du sel et de l'alcool, « nationalise » les forêts et les terres non cultivées. L'État contrôle les prix et la monnaie, fait obstacle au libre-échange. De manière générale, tout, des cérémonies de mariage jusqu'aux vêtements, doit être conforme aux prescriptions des Lishu, traités rituels des Zhou. 
Outre le fait que beaucoup d'idéaux sociaux et politiques confucéens étaient surtout de belles idées qui n'avaient jamais jusque-là subi l'épreuve de la réalité, Wang Mang avait grandement sous-estimé les difficultés de leur mise en pratique. Le démantèlement des grands domaines prévoyant la répartition des terres aux paysans qui paieraient l'impôt à l'État, décidé en l'an 9, fut annulé trois ans après, devant la résistance des grands propriétaires. Face aux difficultés, Wang Mang modifie constamment les ordres et la monnaie. Il se lance dans la mise en place d’un nouveau système de monnaies à valeur nominale, sans corrélation avec le prix du métal utilisé dans leur fabrication, avant de l’abandonner devant les troubles suscités.  Méfiant vis-à-vis de ceux qui résident dans les régions frontalières qu'il considère peu civilisées, il réduit le titre des nobles de ces fiefs, entraînant des révoltes.

### Révolte des Lulins
À la suite d'une famine en l'an 17, des brigands, nommé Lulin jun (綠林軍 / 绿林军, lǜlín jūn, « l'armée de brigands ») s'organisent et commence à attaquer les armées de Wang Mang à partir de l'an 21. En l'an 23, lors de la bataille de Kunyang, les Lulins remportent une bataille décisive.